# State of Euphoria
Pour les articles homonymes, voir Euphoria.
Albums de Anthrax
Among the Living
(1987) Persistence of Time
(1990)
Singles
1. Make Me Laugh
Sortie : septembre 1988
2. Antisocial
Sortie : 6 mars 1989

State of Euphoria est le quatrième album du groupe américain de thrash metal, Anthrax. Il est sorti le 18 septembre 1988 sur le label Island Records et a été produit par le groupe et Mark Dobson.

## Historique
Cet album fut enregistré en avril-juin 1988 dans les studios Quadradial de Miami. Deux singles furent tirés de cet album, Make Me Laugh et Antisocial qui se classèrent dans les charts britanniques, respectivement à la 26 et 44e place.
Il se classa pendant 36 semaines au Billboard 200, avec comme meilleure place 30e, et fut certifié disque d'or par la RIAA le 8 février 1989. Il eut aussi du succès au Royaume-Uni où il se classa à la 12e place de l'Official Charts Company et fut certifié disque d'argent (60 000 exemplaires vendus).
Cet album comprend une reprise du groupe de heavy metal français Trust, la chanson Antisocial qui figure sur leur deuxième album.
Le dessin qui figure sur le verso de l'album est une caricature des membres du groupe dessinée par Mort Drucker qui fut longtemps dessinateur pour le journal satirique américain Mad.

## Liste des titres
Toutes les pistes par Anthrax, sauf indication.
| No  | Titre                                            | Durée |
| --- | ------------------------------------------------ | ----- |
| 1.  | Be All, End All                                  | 6:22  |
| 2.  | Out of Sight, Out of Mind                        | 5:13  |
| 3.  | Make Me Laugh                                    | 5:41  |
| 4.  | Antisocial (reprise de Trust ; Bonvoisin, Krief) | 4:27  |
| 5.  | Who Cares Wins                                   | 7:35  |
| 6.  | Now It's Dark                                    | 5:34  |
| 7.  | Schism                                           | 5:27  |
| 8.  | Misery Loves Company                             | 5:40  |
| 9.  | 13                                               | 0:49  |
| 10. | Finale                                           | 5:47  |
| 14. | Les Sects. (Island Records - 2018)               |       |

## Musiciens
Anthrax
- Joey Belladonna – chant
- Scott Ian – guitare rythmique, chœurs
- Dan Spitz – guitare solo
- Frank Bello – basse, chœurs
- Charlie Benante – batterie

Musicienne additionnelle
- Carol Freedman - violoncelle

## Charts et certifications
| Pays        | Durée du classement | Meilleur classement |
| ----------- | ------------------- | ------------------- |
| Allemagne   | 8 semaines          | 15e                 |
| Canada      | 1 semaine           | 87e                 |
| États-Unis  | 36 semaines         | 30e                 |
| Norvège     | 1 semaine           | 17e                 |
| Pays-Bas    | 1 semaine           | 57e                 |
| Royaume-Uni | 4 semaines          | 12e                 |
| Suède       | 2 semaines          | 21e                 |
| Suisse      | 1 semaine           | 20e                 |

| Pays        | Certification | Ventes    | Date       |
| ----------- | ------------- | --------- | ---------- |
| Canada      | Or            | 50 000 +  | 31/10/1988 |
| États-Unis  | Or            | 500 000 + | 08/02/1989 |
| Royaume-Uni | Argent        | 60 000 +  | 15/02/1990 |

### Charts singles
| Date       | Single        | Chart            | Position |
| ---------- | ------------- | ---------------- | -------- |
| 10/09/1988 | Make Me Laugh | UK Singles Chart | 26e      |
| 18/03/1989 | Antisocial    | UK Singles Chart | 44e      |